# Peponidium
Peponidium är ett släkte av måreväxter. Peponidium ingår i familjen måreväxter.

## Dottertaxa tillPeponidium, i alfabetisk ordning[1]
- Peponidium alleizettei
- Peponidium andringitrense
- Peponidium ankaranense
- Peponidium anoveanum
- Peponidium arenesianum
- Peponidium blepharodon
- Peponidium boinense
- Peponidium boivinianum
- Peponidium bosseri
- Peponidium buxifolium
- Peponidium calcaratum
- Peponidium capuronii
- Peponidium crassifolium
- Peponidium cuspidatum
- Peponidium cystiporon
- Peponidium decaryi
- Peponidium densiflorum
- Peponidium flavum
- Peponidium homolleae
- Peponidium horridum
- Peponidium humbertianum
- Peponidium humbertii
- Peponidium ihosyense
- Peponidium lanceolatifolium
- Peponidium latiflorum
- Peponidium madagascariense
- Peponidium mandrarense
- Peponidium marojejyense
- Peponidium micranthum
- Peponidium montanum
- Peponidium occidentale
- Peponidium orientale
- Peponidium ovato-oblongum
- Peponidium pallens
- Peponidium pallidum
- Peponidium parvifolium
- Peponidium perrieri
- Peponidium pervilleanoides
- Peponidium pervilleanum
- Peponidium sahafaryense
- Peponidium sakalavense
- Peponidium subevenium
- Peponidium tamatavense
- Peponidium tsaratananense
- Peponidium velutinum
- Peponidium venulosum
- Peponidium viguieri